# Aage Eriksen
Pour les articles homonymes, voir Eriksen.
Aage Ingvar Eriksen (né le 5 mai 1917 à Notodden et mort le 17 juin 1998 dans la même ville) est un lutteur norvégien spécialiste de la lutte gréco-romaine. Il participe aux Jeux olympiques d'été de 1948 et aux Jeux olympiques d'été de 1952, remportant la médaille d'argent en 1948 dans la catégorie des poids légers.

## Palmarès

### Jeux olympiques
- Jeux olympiques de 1948 à Londres,  Royaume-Uni
  -  Médaille d'argent en catégorie poids légers.